# FCバイエルン・ミュンヘン
FCバイエルン・ミュンヘン（Fußball-Club Bayern München e. V.）は、ブンデスリーガに在籍するプロサッカーチーム。ドイツのバイエルン州・ミュンヘンを本拠地としている。
34度の国内リーグタイトルと20度の国内カップの獲得、6度の欧州制覇を誇るクラブであり、ドイツで唯一主要タイトル三冠を達成したクラブである。年間約7億6000万ユーロの収益規模は世界3位であり、公式クラブメンバーは40万人以上で世界1位となっている。

## 概要
FCバイエルン・ミュンヘンは1900年にフランツ・ヨーンとヨーゼフ・ポラックに率いられた11名のサッカー選手によって創設された。ブンデスリーガ発足の初年度から参加したクラブではないが、ブンデスリーガ参戦以降は一度も1部リーグから降格したことがない。2025年現在、UEFAクラブランキングでは3位に位置している。
これまでにブンデスリーガを34回、DFBポカールを20回制しており、これらは共に最多優勝記録である。また、UEFAチャンピオンズリーグにおいては、前身となるUEFAチャンピオンズカップを含めてドイツ国内では最多となる合計6度の優勝を果たしているほか、2020年の時点で6クラブのみであるビッグイヤーの永久保持が認められているクラブの1つでもある。UEFAチャンピオンズリーグ決勝には11度進出しており、1970年代中頃にフランツ・ベッケンバウアーのキャプテンシーの下で黄金期を迎え、ヨーロピアンカップ3連覇（1974-76）を果たしている。チャンピオンズリーグとなって以降では2001年と2013年と2020年にこれを制し、2013年と2020年は国内タイトルと合わせて3冠を達成している。欧州で3冠を2度達成したクラブはバイエルン・ミュンヘンとFCバルセロナの2クラブのみである。 UEFAカップを1回、UEFAカップウィナーズカップを1回、UEFAスーパーカップを2回、FIFAクラブワールドカップを2回、インターコンチネンタルカップを2回とFIFA・UEFAのクラブタイトルを全て制している。
伝統的なローカルライバルはTSV1860ミュンヘン（ミュンヘン・ダービー）と1.FCニュルンベルクである（バヴァリアン・ダービーを参照）。近年のライバルはボルシア・ドルトムントであり、両者の対戦はデア・クラシカー（The Classic）とも呼ばれている。

FCバイエルン・ミュンヘンのマークはバイエルン王国、バイエルン州の旗に使用されているヴィッテルスバッハ家の白銀のフュージリー（地）に青のロズンジ（菱）をベンドワイズ（斜め）に並べた紋章を基にしている。

チームカラーは赤色と白色、チームクレストは白色と青色のバイエルンの旗の示している。モットーは>>Mia san mia<<（ミア・ザン・ミア）でバイエルン語で「我らは我ら」であり>>Mia san *****<<（我々は＊＊＊＊＊である）からなる16条のモットーがある。クラブ会員数は29万1,000人と世界首位である。サッカー部門が最も広く知られており、ドイツサッカーリーグ機構（ブンデスリーガ）に加盟するプロサッカークラブであるが、サッカー以外にもチェス、ハンドボール、バスケットボール、体操、スキットルズ、卓球、審判員、シニアサッカー部門があり、1100名以上の活発な会員がいる。
現在のホームスタジアムはアリアンツ・アレーナであり、2005-06シーズンの開場時からホームゲームを開催している。2004-05シーズンまでの33年間は、ミュンヘン・オリンピアシュタディオンをホームスタジアムとしていた。
バイエルンは、スポーツ面の成功と共に経済が安定しているクラブとしても知られる。2023-24シーズンのクラブ収益は約7億5000万ユーロと算定されており、世界第5位の収益性を誇っている。2022年には世界有数の経済誌『フォーブス』によるスポーツチームの資産価値の格付けにおいて、42億8000万ドルと算出されており、ドイツ国内で第1位、世界ではレアル・マドリード、FCバルセロナ、マンチェスター・ユナイテッド、リヴァプールFCに次ぐ第5位と評価されている。胸スポンサーはドイツテレコム。2021年現在、クラブの株式所有内訳は、アディダス、アウディ、アリアンツ(いずれもドイツ企業)がそれぞれ8.33%ずつとなっており、残りの75%はFCバイエルンの自社保有となっている。
元会長のフランツ・ベッケンバウアー、現代表取締役のカール＝ハインツ・ルンメニゲ、前会長のウリ・ヘーネスをはじめ、ゲルト・ミュラー、ローター・マテウス、ユルゲン・クリンスマン、アンドレアス・ブレーメ、オリバー・カーンなど、ドイツサッカー史に残るビッグネームの多くが所属したクラブであり、創設から主将を務めたのはマルク・ファン・ボメルを除き全員がドイツ人選手である。

## 歴史

### 1960年代まで
1900年、ミュンヘンのスポーツクラブに所属していたサッカーファンのメンバーによって作られたチームがクラブの起源である。1926年に南ドイツ・チャンピオンシップで優勝し、1932年には全国タイトルであるドイツ・チャンピオンシップで初優勝を果たした。この時の会長も監督もユダヤ人であった。
1963年のブンデスリーガ発足時には参加クラブに選ばれなかった。ブンデスリーガ発足時の初年度参加は逃したが、1965-66シーズンにはDFBポカール優勝、1966-67シーズンにはDFBポカール連覇とUEFAカップウィナーズカップ優勝を、1968-69シーズンはブンデスリーガ優勝とDFBポカール優勝をそれぞれ達成した。

### 1970年代
この頃からフランツ・ベッケンバウアー、ゲルト・ミュラー、ウリ・ヘーネスといった選手たちが活躍した。1970-71シーズンにDFBポカール優勝、1971-72シーズンから1973-74シーズンにはブンデスリーガ3連覇を、1973-74シーズンから1975-76シーズンにかけてはUEFAチャンピオンズカップを3連覇した。

### 1980年代
この頃は、1980年バロンドール受賞のカール＝ハインツ・ルンメニゲ や　ローター・マテウス、アンドレアス・ブレーメ、シュテファン・ロイター、ユルゲン・コーラーといった若手の台頭もあり、1979-80シーズン、1980-81シーズンに2連覇を、1981-82シーズン、1983-84シーズン、1985-86シーズンにDFBポカール優勝、1984-85シーズンから1986-87シーズンにブンデスリーガ3連覇を達成。さらに1988-89シーズン、1989-90シーズンにもブンデスリーガ2連覇を達成した。

### 1990年代
1990-91シーズン、シュテファン・エッフェンベルク、ブライアン・ラウドルップらを獲得。しかし、エッフェンベルクの問題行動に代表されるようにチームは険悪状態となり、ハインケスとの衝突なども日時茶飯事だった。ローラント・ヴォールファルトが21得点でリーグ得点王を獲得。シーズン限りでクラウス・アウゲンターラーが引退。
1991-92シーズン、アウゲンターラーが引退し、ロイターとコーラーをユベントスへ放出するなどして戦力が低下。シーズン途中でハインケスは解任される。
1992-93シーズン、問題行動が多かったエッフェンベルクをラウドルップと一緒にフィオレンティーナへ放出、ローター・マテウスが複帰、ジョルジーニョ、トーマス・ヘルマーらを獲得するも、3シーズン連続でリーグ優勝を逃す。在籍中2度得点王を獲ったローラント・ヴォールファルトが退団。
1993-94シーズン、シーズン途中にベッケンバウアーが監督に就任、チームの立て直しに成功、カイザースラウテルンと激しく優勝を争う中、第34節のシャルケ04に勝利、この結果チームはカイザースラウテルンに勝ち点1差でリーグ優勝を果たした。
1994-95シーズンは、ジョバンニ・トラパットーニが監督に就任。夏の移籍市場ではジャン＝ピエール・パパン、オリバー・カーンらを獲得。ジョルジーニョがシーズン途中に退団した。初めてイタリア国外のチームを指揮するトラパットーニ采配は振るわず、リーグでは中位に低迷した。チャンピオンズリーグでは準決勝まで進出したが、マテウス、パパンらの負傷離脱もあってアヤックスに敗れた。
1995-96シーズン、前シーズンまでヴェルダー・ブレーメンを率いていたオットー・レーハーゲルが監督に就任。夏の移籍市場では、ユルゲン・クリンスマン、チリアコ・スフォルツァ、アンドレアス・ヘルツォーク、トーマス・シュトルンツらを獲得して大型補強を敢行。しかし、マテウスとクリンスマンとの不仲などでチームは空中分解し、リーグ優勝を逃す。レーハーゲルは解任され、ベッケンバウアーが監督就任してチームを立て直してUEFAカップ優勝を達成。
1996-97シーズン、トラパットーニが監督に復帰。ルジェーロ・リッツィテッリ、マリオ・バスラー、カルステン・ヤンカーらを獲得。トラパットーニがドイツ語を習得するなど前回の反省点が生かされたことや、右ウイングだったハマンをボランチに起用し、新加入のバスラーを右ウイングに起用することで中盤を立て直した。UEFAカップこそ初戦敗退したが、リーグでは安定した強さでブンデスリーガ優勝。
1997-98シーズン、クリンスマンとツィーゲを放出、穴埋めとしてエウベル、ビセンテ・リザラズらを獲得。DFBポカールこそ優勝を達成したが、レーハーゲル率いるカイザースラウテルンとの優勝争いに敗れてリーグ2連覇を逃し、UEFAチャンピオンズリーグ準々決勝でのドルトムント戦では2試合合計スコアで0-1で敗退するなど、試合内容も含めて後味の悪さを残したシーズンとなった。この責任により、シーズン限りでトラパットーニは監督退任した。
1998-99シーズンはオットマー・ヒッツフェルトが監督に就任。1998年夏の移籍市場ではシュテファン・エッフェンベルク、イェンス・イェレミース、トーマス・リンケらを獲得。ブンデスリーガ優勝を果たすも、UEFAチャンピオンズリーグでは決勝でマンチェスター・ユナイテッドFCと対戦し、後半ロスタイムに逆転負けを喫して準優勝に終わった。この敗戦はカンプ・ノウの悲劇とも呼ばれる。
1999-00シーズンは、ロケ・サンタ・クルス、パウロ・セルジオらを獲得。リーグでは優勝争いを演じるものの、シーズン途中、不祥事によりバスラーを解雇し、終盤には長年主力選手として活躍したマテウスが退団したことでチームバランスが崩れて終盤にかけて失速し、最終節開始前の時点で首位のレヴァークーゼンとは勝ち点差3の2位につけていた。最終節でバイエルンは勝利を収め、引き分け以上で優勝が決まるレヴァークーゼンはミヒャエル・バラックのオウンゴール等で敗れたため、最終節終了時点でレヴァークーゼンと勝ち点で並んだが、当時のリーグの規定によりブンデスリーガ2連覇を果たす。また、DFBポカールでも優勝したため国内2冠を達成。UEFAチャンピオンズリーグではレアル・マドリードとの準決勝で敗退。バイエルンは2次リーグを含めてレアル・マドリードとは3勝1敗の戦績だったが、このシーズンからUEFAチャンピオンズリーグが拡大し、その煽りを受けることになってしまった。

### 2000年代
2000-01シーズン、前シーズン途中で退団したマテウスの穴を埋めるためスフォルツァを獲得。リーグでは苦戦するも、シャルケ04との優勝争いを制してブンデスリーガ3連覇。UEFAチャンピオンズリーグでは決勝戦でバレンシアと対戦。PK戦ではカーンがPK戦で2本セーブするなどの活躍により4度目の優勝、3連覇以降では初の優勝であった。
2001-02シーズンはインターコンチネンタルカップ優勝を果たしたが、主力選手の怪我や高齢化が顕著になり、ドルトムントとレヴァークーゼンとの優勝争いから脱落してリーグ3位。
2002-03シーズンは、エッフェンベルグ、ヤンカー、リンケらベテラン選手を放出し、ミヒャエル・バラック、セバスティアン・ダイスラー、ゼ・ロベルトらを獲得して世代交代を図る。UEFAチャンピオンズリーグでは1次リーグを最下位で敗退。しかし、チャンピオンズリーグを早々と敗退したことで、過密スケジュールだったこれまでのスケジュールに余裕が出来たことや、新戦力がフィットしたことでブンデスリーガとDFBポカールにて優勝する。
2003-04シーズンはトビアス・ラウ、ロイ・マカーイ、マルティン・デミチェリスを補強。前シーズン同様独走での優勝が予想されたが、メーメット・ショルが5試合の出場に留まり、ウィリー・サニョル、ロベルト・コヴァチ、サミュエル・クフォーといった最終ラインのキーマンが離脱と復帰を繰り返し、ミヒャエル・バラックも7ゴールと13アシストと結果こそ残すも疲労と慢性的な故障を抱えながらのプレーに終始。セバスティアン・ダイスラーも過度のストレスとガールフレンドのハイリスク妊娠による鬱病で入院する等、まさに野戦病院状態。それは地元ミュンヘン・オリンピアシュタディオンの試合に1-3で敗れ、優勝を攫われる屈辱を味わったヴェルダー・ブレーメン相手には1分け1敗、3位のバイエル・レバークーゼンには1勝1分け、4位でフィリップ・ラームを放出したVfBシュトゥットガルト、当時万年降格候補と呼ばれながら5位に大躍進したVfLボーフムとはそれぞれ1勝1敗とここ一番の勝負強さには定評のあるチームが上位陣との直接対決で勝ち越せなかった事からも証明される様に本来の調子からほど遠いパフォーマンスに終始。DFBカップでは当時2部だったアレマニア・アーヘンに敗れベスト8敗退。UEFAチャンピオンズリーグでは対戦前は当時8勝4敗でと相性が良く、ホームアンドアウェーの公式戦では必ず1つはものにしていたレアル・マドリードに初めて2試合共勝てずに2戦合計1-2（第1レグ1-1）でベスト16敗退無冠。そのシーズンの33節終了後、6シーズンの間チームを率いたヒッツフェルトが任を解かれた。
2004-05シーズン、フェリックス・マガトが監督に就任。ラウがチームにフィットしなかったことから、冬の移籍市場では夏の移籍市場で放出したにも関わらず、当時オリンピック・マルセイユの監督に途中就任したフィリップ・トルシエと対立していたリザラズを僅か半年で連れ戻した。リザラズがすぐにチームにフィットしたことで左サイドバックの問題は解消し、ブンデスリーガとDFBポカールを制して2冠達成。
2005-06シーズンもブンデスリーガとDFBポカールを制し、2冠を連覇で達成。シーズン限りでリザラズ、イェレミースが現役引退。
2006-07シーズン、マルク・ファン・ボメル、ダニエル・ファン・ブイテンらを補強。引退したリザラズ、チェルシーに移籍したバラックの穴を埋められず、11シーズンぶりにシーズン途中で監督を交代してヒッツフェルトが監督に就任したものの3季ぶりの無冠に終わっただけでなく、UEFAチャンピオンズリーグの出場権を12シーズンぶりに逃してしまった。
2007-08シーズン、夏の移籍市場ではルカ・トーニ、ミロスラフ・クローゼらと共にフランク・リベリーをブンデスリーガ史上最高額の2500万ユーロで獲得するなど大型補強を敢行。ヒッツフェルトが留任し、2列目から3列目の選手が次々と前線に飛び出す超攻撃的サッカーで開幕から8勝2分けとロケットスタートを切った事で勢いを増し尚且つリーグ史上最少の22失点と鉄壁の守備を武器にブンデスリーガは2位のブレーメンに勝ち点10の差をつけて3節残して2年ぶり21回目の優勝。DFBポカールも6試合のうち3試合が延長戦に持ち込まれる接戦を演じるも2年ぶり14回目の優勝。1995-96シーズンに優勝し12シーズンぶりに出場するUEFAカップとの3冠も期待されたが、UEFAカップの準決勝でロシア・プレミアリーグで当時下位に沈んでいたFCゼニト・サンクトペテルブルクに2戦合計1-5（特にサンクトペテルブルクで0-4で敗戦）と決勝進出は確実と思われた2試合で大敗を喫する失態を演じ、2年ぶりに達成した国内の2冠も後味の悪さを残すシーズンとなってしまった。シーズン限りでヒッツフェルトが監督を退任し、オリバー・カーンが現役を引退した。
2008-09シーズン、ユルゲン・クリンスマンが監督に就任。前シーズンに大型補強を敢行したため、予算の都合でワールドカップドイツ代表の教え子で12年間ブレーメン一筋だったティム・ボロウスキ、そのワールドカップで優勝したイタリア代表のマッシモ・オッド等の高い移籍金が発生しない選手の補強が目立った。スピーディーでアグレッシブな攻撃サッカーを標榜するも、3バックと4バックを試していた最終ラインが前掛かりになるアンバランスなスタイルの皺寄せも受けて過去10シーズンで最低の42失点と伝統的な強みだった守備が崩壊。また、クリンスマンは監督として地元開催の2006年ワールドカップでドイツを3位に導いたとはいえ、監督歴はドイツ代表を2年間率いただけで、クラブチームで指揮を執った経験はなく、監督としての経験不足を露呈した。一度も首位に立つ事が無いという屈辱を味わいシーズン終了を待たずにクリンスマンは解任され、ユップ・ハインケスが監督に就任してチームを立て直すも無冠に終わった。
2009-10シーズン、ルイ・ファン・ハールが監督に就任。2009年夏の移籍市場ではイヴィツァ・オリッチ、アリエン・ロッベンらと共にマリオ・ゴメスを、またもブンデスリーガ史上最高額を更新する3000万ユーロで獲得すると同時にホルガー・バトシュトゥバーやダヴィド・アラバ等を下部組織から昇格させる。ブンデスリーガは攻撃的ミッドフィールダーのバスティアン・シュヴァインシュタイガーをボランチにした事が功を奏したのに加え、トーマス・ミュラーがブレイクしリーグ戦の9連勝（14節のハノーファー96戦から22節のボルシア・ドルトムント戦）を含む公式戦19試合連続無敗（8節のケルン戦から26節のフライブルク戦）の快進撃でリーグ最多の72得点とシャルケ04と共にリーグ最少タイ31失点で2年ぶり22回目の優勝DFBポカールもトーナメントを通して僅か3失点で2年ぶり15回目の優勝。自身9年ぶりとなるUEFAチャンピオンズリーグ決勝ではイタリア王者・インテル・ミラノに敗れ準優勝に終わる。なお、2009年にフランツ・ベッケンバウアーが会長職を退き、会長職にウリ・ヘーネスが、ゼネラルマネージャーにクリスティアン・ネルリンガーが就任した。

### 2010年代
2010-11シーズンは10季ぶりにDFLスーパーカップにて優勝。2010年の夏の移籍市場では特に目立った選手獲得はなく、下部組織出身のトニ・クロースを呼び戻した程度に終わり、2冠を達成した2009-10シーズンのメンバーをベースにシーズンに臨んだが、弱点とみなされていたディフェンス陣の補強を拒否したことに加え、2011年冬の移籍市場でクラブ史上初の外国人主将に就任し、南アフリカワールドカップでオランダの決勝進出に貢献したマルク・ファン・ボメルを放出するファン・ハールの独善的な方策と、ロッベンとリベリーが怪我でフル稼動出来なかったことが響き、28得点で得点王に輝いたマリオ・ゴメスの奮闘も実らずブンデスリーガは3位で終えた。チャンピオンズリーグではインテル・ミラノにラウンド16で敗れた。DFBポカールでは、シャルケに準決勝で敗れ、無冠に終わった。
2011-12シーズンはユップ・ハインケスが監督に就任し、2011年夏の移籍市場ではマヌエル・ノイアー、ラフィーニャ、ジェローム・ボアテングらを計4100万ユーロで獲得するも、同シーズンはボルシア・ドルトムントやボルシア・メンヒェングラートバッハにホーム戦、アウェー戦共に敗れた事も含めて格下のチームに取りこぼしたブンデスリーガ、2年ぶりに決勝に進出したDFBポカール、いずれもドルトムントの後塵を拝した。UEFAチャンピオンズリーグでは、ホームスタジアムであるアリアンツアレーナで行われた決勝戦に進出し、チェルシーと対戦した。後半38分にミュラーのゴールで先制するも、5分後にディディエ・ドログバにコーナーキックを頭で合わされて同点とされた。延長前半5分にPKを獲得するもロッベンがペトル・チェフに止められて勝ち越せず、そのままPK戦に持ち込まれた。チェルシーの1人目フアン・マタをノイアーがセーブするも4人目のイヴィツァ・オリッチ、5人目の副主将・シュバインシュタイガーがチェフにセーブされ2人目以降全て成功したチェルシーに敗れ、全てのコンペティションで準優勝に終わった。
2012-13シーズンは、ネルリンガーを解任し、ドルトムントやシュツットガルトで監督を務めたマティアス・ザマーを取締役に迎えてフロント陣の強化を図り、監督留任したハインケスをサポートする体制となった。夏の移籍市場ではダンテ、マリオ・マンジュキッチ、ジェルダン・シャチリらと合わせて、2011-12シーズンのUEFAヨーロッパリーグファイナリストのアスレティック・ビルバオからハビ・マルティネスをブンデスリーガ史上最高額となる4000万ユーロの移籍金で獲得した。こうした大型補強の他、ハインケスの指導で攻撃の中心であるリベリとロッベンの通称"ロベリー"を含めチーム全員の守備意識が向上。その結果、リーグでは一度も首位を明け渡すことなく史上最速28節終了時点で優勝を達成した他、勝ち点(91、それまでの記録は2011-12シーズンのドルトムントが達成した81)・開幕からの連勝(8)・シーズン中の連勝（第18節のグロイター・フュルト戦から第31節のフライブルク戦までの14)・得点(98)・失点(2007-08シーズンに自ら打ち立てた21を上回り18)・得失点差(+80)・2位との勝ち点差(25)でリーグ記録を更新するなど無敵状態になった。UEFAチャンピオンズリーグでもアーセナル、ユベントスなどの強豪を次々と撃破し、準決勝ではバルセロナを2試合合計7-0と粉砕。決勝でもリーグ2位となったドルトムントを2-1で下し、12年ぶり5度目の優勝を達成した。さらにその約1週間後のDFBポカールも優勝し、ドイツ勢として史上初のトレブルを達成した。シーズン限りでハインケスは監督を退任と監督業からの引退を宣言した。
2013-14シーズン、ジョゼップ・グアルディオラが監督に就任。2013年夏の移籍市場ではライバルのボルシア・ドルトムントからマリオ・ゲッツェ、FCバルセロナからグアルディオラの教え子ティアゴ・アルカンタラらを獲得。同シーズンはUEFAスーパーカップ、FIFAクラブワールドカップ2013を制し、2013年を5冠（DFLスーパーカップ以外）で締めくくった。ブンデスリーガでは2シーズンぶりの連敗を喫するも、史上最長の19連勝とリーグ無敗記録を53にまで伸ばしたことも含めて2年続けて史上最速で（27節終了時点）優勝した。DFBポカールでは決勝でドルトムントを破り2年連続17回目の優勝を果たした。しかし連覇のかかったUEFAチャンピオンズリーグでは、準決勝のレアル・マドリード戦で、グアルディオラがバルサ時代に全てのコンペティションで無敗だったアウェーでの1stレグ、2003-04シーズン以外は全勝しているホームでの2ndレグ共に落とし、対戦前の通算成績では11勝7敗と相性の良い相手に0-5と粉砕されて、一切得点を奪えなかっただけでなく、10年ぶりに2試合共勝てず、しかも過去レアル・マドリードとの公式戦では初めてとなる2連敗で大会を去った。
2014-15シーズン、2014年夏の移籍市場ではドルトムント在籍4年間で74ゴールを挙げ、ドルトムントのブンデスリーガ連覇などに貢献したロベルト・レヴァンドフスキを獲得したのを皮切りに、メディ・ベナティア、ペペ・レイナらと共に、レアル・マドリードへ移籍したトニ・クロースとの事実上のトレードでシャビ・アロンソも獲得。マルティネスが開幕前に左足の前十字靭帯断裂という大怪我を負った様に常時怪我人が出るも、ブンデスリーガでは開幕からその穴を感じさせない強さで首位を独走し、優勝争いを演じていたVfLヴォルフスブルクが4月26日のボルシア・メンヒェングラートバッハ戦に敗れたことで、ブンデスリーガで2013-14シーズン、2012-13シーズンに次ぐ史上3番目の早さで、1972-73シーズン、2002-03シーズン以来となる4試合を残してのリーグ優勝を決め、3連覇を達成した。なお試合をせずにリーグ優勝を決めたのは1988-89シーズン以来25年ぶりである。DFBポカールでは準決勝でドルトムントと対戦。2011-12シーズンのチャンピオンズリーグ決勝以降PKを蹴っていないことが祟り、ラーム、シャビ・アロンソ、ゲッツェ、ノイアーがいずれも失敗して敗れ、連覇を逃した。UEFAチャンピオンズリーグでは準決勝で監督の古巣であり、2012-13シーズンに7-0で大勝したFCバルセロナと対戦。リベリーだけでなく、アラバ、シュバインシュタイガー、前述のマルティネスやバトシュトゥバー等大量の怪我人が出たことで、1stレグで攻撃陣が機能せず、バルセロナのMSNに翻弄され、0-3で敗れた。2ndレグで3-2で勝利するものの2戦合計3-5で敗退しベスト4に終わった。
2010年以降、ハンブルガーSVを非常に得意としており、6-0（2010-11），5-0（2011-12），9-2（2012-13），3-1（2013-14），8-0（2014-15）と5年連続で圧勝している。
2015-16シーズン、2015年夏の移籍市場ではロッベンとリベリの穴を埋めるキングスレイ・コマン、ドグラス・コスタらウインガーを獲得。また、シュバインシュタイガーがマンチェスター・ユナイテッドに移籍した中盤にはアルトゥーロ・ビダルを獲得した。第9節のヴェルダー・ブレーメン戦に1-0で勝利して、ブンデスリーガ新記録となる開幕9連勝を飾った。リーグ戦では10月4日のドルトムントとの直接対決で5-1と圧勝したのを皮切りに首位を独走した。一時はドルトムントに勝ち点5差まで接近されたが、第33節のFCインゴルシュタット04戦でリーグ史上初の4連覇を2012-13シーズン、2014-15シーズンに打ち立てた18を上回るブンデスリーガ史上最少の17失点で達成した。このシーズン、レヴァンドフスキは史上6人目の30ゴールを成し遂げ、ミュラーも自己最多の20ゴール、故障がちのロッベンとリベリーに代わってコスタとコマンが、ボアテングに代わってヨシュア・キミッヒがそれぞれの穴を埋める活躍を披露した。またDFBポカールでも、決勝に進出しドルトムントをPK戦で下して、2年ぶりに優勝を果たして国内2冠を達成した。しかしチャンピオンズリーグでは準決勝でアトレティコ・マドリードに2試合合計2-2のアウェーゴール差で敗れ、ベスト4となった。特にイタリア・セリエAの王者であるユベントスとの準々決勝の時点で、効果的なハイプレスでビルドアップを分断される、或いはボールロスト後のゲーゲンプレッシングが外されてカウンターを受けるなど弱点が徐々に露呈しており、最終的にそのアトレティコとの準決勝でグアルディオラの戦術特有の欠陥が完全に明るみに出た結果となった。
2016-17シーズン、カルロ・アンチェロッティを監督に招聘。ブンデスリーガ史上初となる5連覇を達成した。チャンピオンズリーグではラウンド16でアーセナルFCに2戦とも5-1で圧勝、準々決勝でレアル・マドリードと対戦。ホームでの1stレグを落とすもアウェーでの2ndレグは逆のスコアで勝利し延長戦に持ち込むが、力及ばず3失点し2戦合計3-6で敗退した。DFBポカールでは準決勝でドルトムントに敗れ、1冠のみに終わった。シーズン終了後、フィリップ・ラームとシャビ・アロンソが引退。
2017-18シーズンは、ブンデスリーガ史上最高額となる4750万ユーロと報じられる移籍金でオリンピック・リヨンからコランタン・トリッソを獲得した。他にもホッフェンハイムのチャンピオンズリーグ出場権獲得に貢献しFIFAコンフェデレーションズカップ2017にも出場し、優勝に貢献したドイツ代表DFのセバスティアン・ルディとニクラス・ジューレ、リオデジャネイロオリンピックにおいてドイツ代表の準優勝に貢献したセルジュ・ニャブリを獲得するなどドイツ国内から若手を積極的に補強した。またユヴェントスへドウグラス・コスタを放出することになったが、レアル・マドリードからMFハメス・ロドリゲスをレンタルで獲得した。しかし第2節で黒星を献上すると、チャンピオンズリーグでも9月27日のパリ・サンジェルマン戦で0-3で惨敗するなど不振に陥った。9月28日に監督のカルロ・アンチェロッティは解任され、一度は監督業からの引退を表明していたユップ・ハインケスが復帰し10月6日に新指揮官に就任した。その後チームは復調し、2018年4月7日のFCアウクスブルク戦に勝利し、ブンデスリーガ6連覇を達成した。チャンピオンズリーグは準決勝でレアル・マドリードに2戦合計3-4で屈し、5年連続でスペイン勢相手に敗れることとなった。4月13日、アイントラハト・フランクフルトで監督を務めるニコ・コヴァチが2018-19シーズンから新監督に就任することが決定した。同クラブにおいてアシスタントコーチを担当する弟のロベルト・コヴァチを伴っての移籍となった。
2018-19シーズン、夏の移籍市場はシャルケからフリーでレオン・ゴレツカを獲得した他はレンタルバックのみと最小限の補強に留めた。リーグ戦は5節でアウクスブルクと引き分けると、翌節から連続完封負けを喫して6位に順位を下げた。その後、第11節でドルトムントに2-3で逆転負け、第12節で昇格組のフォルトゥナ・デュッセルドルフと3-3で引き分けるなど不振が続いた。しかし、その後は調子を取り戻し、第28節のドルトムント戦で5-0と圧勝して首位に立つと、最終的にドルトムントを勝ち点2差で振り切り、リーグ7連覇を達成した。チャンピオンズリーグはグループリーグを無敗で突破したが、ラウンド16でリヴァプールと対戦。アウェーでの第1戦は0-0で引き分けたが、ホームで1-3と敗れ、8年ぶりにベスト16で敗退した。DFBポカールは決勝でRBライプツィヒを3-0で下し、3年ぶりに優勝を果たした。このシーズン終了後、ロッベンは現役引退し、リベリはフィオレンティーナに移籍。10年にわたってクラブの黄金期を築き上げた「ロベリー」コンビに別れを告げることとなった。
2019-20シーズンは、夏の移籍市場はマッツ・フンメルスをドルトムントに放出、2018 FIFAワールドカップでフランス代表の優勝に貢献したベンジャマン・パヴァールとリュカ・エルナンデスを獲得して守備陣の若返りを図り、また、ハメス・ロドリゲスがレンタルバックした中盤にはフェリペ・コウチーニョをFCバルセロナから、「ロベリー」の抜けた前線はイヴァン・ペリシッチをインテル・ミラノからそれぞれレンタルで獲得し頭数を揃えた。さらにラフィーニャをフラメンゴに放出した。しかし、開幕節ケルン戦を引き分けでシーズンをスタートさせるなど低調な結果が続く中でニクラス・ジューレとリュカ・エルナンデスがシーズン早々に負傷離脱、バックアッパーのハビ・マルティネスも怪我が続くなどコンディションが安定せず、迎えた11月2日の第10節アイントラハト・フランクフルト戦で試合開始早々のジェローム・ボアテングの退場もあり1-5と大敗を喫するとニコ・コヴァチ監督は解任された。後任にはアシスタントコーチのハンジ＝フリックが暫定で就任したが、その後公式戦10戦で8勝2分と調子を大きく上げたため、そのままフリックが正式な監督となった。4月3日、監督就任後21試合18勝のパフォーマンスが評価され、2023年6月30日までの契約延長が発表された。そして、6月17日にヴェルダー・ブレーメンに1-0で勝利し、8連覇を達成した。同年のUEFAチャンピオンズリーグではグループリーグから11試合で無敗、そして全勝での優勝を飾った。これはヨーロピアン・カップ時代も含め、史上初のこととなった。11試合で43得点8失点の成績を収めている。また、決勝のパリ・サンジェルマンFC戦でのキングスレイ・コマンの1-0の決勝弾がCLクラブ通算500得点目となった。

### 2020年代
2020-21シーズン、夏の移籍市場ではアレクサンダー・ニューベルをシャルケから、ブナ・サールをマルセイユから、マルク・ロカをRCDエスパニョールから、レロイ・サネをマンチェスター・シティから、エリック・マキシム・シュポ＝モティングとタンギ・クアシをパリ・サンジェルマンからそれぞれ獲得し、ジャマル・ムシアラをトップチームに昇格させた。また、クワシ・オキア・ヴリードとチアゴ・アルカンタラを放出、フィリペ・コウチーニョとイヴァン・ペリシッチがそれぞれレンタルバックした。開幕戦のシャルケ戦は8-0と大勝したものの、前シーズンのチャンピオンズリーグで決勝戦まで勝ち進んだことによる過密日程と、オフシーズンが短かったことも影響し、次節のホッフェンハイム戦では1-4の敗戦を喫した。しかしその後は年明け1月9日のボルシアMG戦まで無敗を継続し、最終的に24勝6分4敗で2位RBライプツィヒに勝ち点13差をつけて9連覇を達成した。また、ロベルト・レヴァンドフスキがリーグ戦で41得点を記録し、ゲルト・ミュラーが保持していたシーズン最多得点記録を塗り替えた。DFBポカールでは2回戦で2部のホルシュタイン・キールにPK戦の末敗れ、2連覇は成らなかった。前年欧州王者として出場したクラブW杯では決勝戦まで進み、北中米カリブ海代表のUANLティグレスと対戦、1-0で退け7大会ぶり2度目の世界王者に輝いた。また、このタイトル獲得により、ヨーロッパのクラブが1年間で獲得可能な主要コンペテション6つを全制覇し、2009年のFCバルセロナのみが記録していた欧州6冠を達成した2番目のクラブとなった。チャンピオンズリーグでは、このシーズンのラ・リーガを制することになるアトレティコ・マドリードを4-0で破るなどして3シーズン連続でグループステージを無敗で突破し、決勝トーナメントのラウンド16でもSSラツィオを2戦合計6-2で破った。しかし、スポーツダイレクターであるハサン・サリハミジッチと監督であるハンジ・フリックの対立や、長年の功労者であるボアテング、アラバなどとの契約交渉が思うように行かなかったこと、そしてエースであるレヴァンドフスキが負傷離脱したことなどが重なる中迎えた準々決勝で、前年のチャンピオンズリーグ決勝戦で破ったパリ・サンジェルマンと再び対戦。2戦合計3-3としたものの、ホームでの1stレグを2-3で落としたことが響き、ポゼッション率、シュート数などで上回りながらもアウェーゴール差で敗退した。シーズン終了後、ハンジ・フリックは監督を退任、ドイツ代表の指揮を取ることが決まった。
2021-22シーズン、夏の移籍市場ではダヴィド・アラバをレアル・マドリードに、ジェローム・ボアテングをオリンピック・リヨンに、ハビ・マルティネスをカタールSCにそれぞれ放出し、レンタルで獲得していたドウグラス・コスタはユヴェントスにレンタルバックした。補強面ではRBライプツィヒからマルセル・ザビッツァーとダヨ・ウパメカノを、イングランド2部レディングFCからオマー・リチャーズを獲得した。また、スヴェン・ウルライヒをハンブルガーSVから呼び戻し、ヨシプ・スタニシッチをユースチームから昇格させた。また、ユリアン・ナーゲルスマンを監督に招聘。バイエルンがライプツィヒに支払う契約解除金は監督としては史上最高額の2500万ユーロと報じられた。クラブOBで前年度まで取締役であったオリバー・カーンが、当初の予定より半年早くCEOに就任した。開幕節ボルシアMG戦を1-1で引き分けるも、4日後のドルトムントとのDFLスーパーカップを3-1で制して今季初タイトルを獲得し、その後公式戦13連勝を記録した。しかし、10月28日のDFBポカール2回戦でボルシアMGに0-5の大敗を喫し2年連続の2回戦敗退となった。その後はチャンピオンズリーグのグループステージを全勝で突破し、国内リーグでも前半戦を首位で折り返すなど順調なシーズンを送っていたが、年明け1月8日の18節でボルシアMGに1-2で再び敗北し、ボルシアMGに対しこのシーズンは公式戦で1分2敗、プレシーズンの親善試合でも0-2の敗北を喫しており、相変わらずの相性の悪さが露呈した。しかし一時は2位のドルトムントに勝ち点2差まで詰め寄られるも、最終的に24勝5分5敗で優勝、ブンデスリーガ史上初の10連覇を達成したことで、ユヴェントスとバイエルンが保持していた欧州5大リーグの連覇記録9を塗り替えた。しかし決勝ラウンドに進出したチャンピオンズリーグではベスト16でザルツブルクを2試合合計8-2で退けるも、ベスト8でビジャレアルに2試合合計1-2で敗北し欧州王座返り咲きとはならなかった。
2022-23シーズン、夏の移籍市場ではサディオ・マネをリヴァプールから、ノゼア・マズラウィとライアン・フラーフェンベルフをアヤックスから、マタイス・デ・リフトをユヴェントスからそれぞれ獲得した。2月26日、クラブのメンバー会員が30万人を突破した。これはプロサッカーチームのファンクラブ会員数としては世界第一位である。冬の移籍市場ではノイアーが負傷したことによりヤン・ゾマーを、更にフリーでデイリー・ブリント、シーズン終了までのレンタルでジョアン・カンセロを獲得した。3月24日に監督をナーゲルスマンからトーマス・トゥヘルに変更する等、シーズンを通して苦戦を強いられた。リーグ戦では第33節ライプツィヒ戦に敗れ2位に陥落し自力優勝の可能性が消滅したが、最終節でケルンに勝利し、首位ドルトムントはマインツに引き分けたことで得失点差で上回り、逆転優勝でブンデスリーガ史上初の11連覇を達成した。
2023-24シーズン、夏の移籍市場ではリュカ・エルナンデスをパリ・サンジェルマンFCに、サディオ・マネをアル・ナスルFCに、バンジャマン・パヴァールをインテルナツィオナーレ・ミラノに、また、ヤン・ゾマーやマルセル・ザビッツァーらも放出した。一方、トッテナム・ホットスパーからハリー・ケインをバイエルンのクラブ史上最高額となる約1億ユーロで獲得した。さらに、2022-23シーズンにおいてセリエAの最優秀DFに輝いたキム・ミンジェをSSCナポリから、コンラート・ライマーをRBライプツィヒから、ラファエル・ゲレイロをボルシア・ドルトムントからそれぞれ獲得した。シーズン前半戦は順調に勝ち点を重ねてリーグ戦17試合15勝1分け1敗の勝ち点46を獲得し、レバークーゼンと熾烈な優勝争いを繰り広げた。しかし、シーズン後半戦は2018-19シーズン以来リーグ戦でドルトムントに敗れるなど2度の連敗を喫してリーグ戦17試合8勝2分け7敗の勝ち点26と大失速し、最終節にはホッフェンハイムに敗れてシュツットガルトに抜かれることになり2010-11シーズン以来3位でフィニッシュとなりブンデスリーガ12連覇とはならなかった。チャンピオンズリーグではラウンド16でラツィオに先勝されるも逆転勝利で突破し、準々決勝でアーセナルに競り勝って2019-20シーズン以来の準決勝に進出するも、レアル・マドリードに2ndレグの試合終了間際に連続失点し、準決勝敗退となった。また、2024年2月にはトゥヘルが9年ぶりの公式戦3連敗を喫したことなどから成績不振により2025年夏までの契約を1年前倒しして2023-24シーズン限りでの退任が発表された。
2024-25シーズン、バイエルンはトゥヘルの後任として新シーズンに招聘する監督を選定するのにかなりの時間を要した。昨季、無敗優勝を成し遂げたレヴァークーゼンのシャビ・アロンソやドイツ代表監督で元バイエルンの監督ユリアン・ナーゲルスマンなどに接触するもことごとく交渉は失敗した。クラブ上層部の中ではバイエルンで2019-20シーズン、3冠を達成したハンジ・フリックの再招聘も考えられたが、新任のスポーツディレクターのマックス・エバールの一押しもあり、5月29日、バーンリーから違約金を支払う形で38歳の青年監督ヴァンサン・コンパニを招聘することが発表された。夏の移籍市場では、マタイス・デ・デリフト、ヌサイル・マズラウィを共にマンチェスター・ユナイテッドに放出した。一方、ミカエル・オリーセを5300万ユーロでクリスタル・パレスから、昨夏、バイエルン移籍が叶わなかったジョアン・パリーニャをフラムから、伊藤洋輝を昨季2位と躍進したシュツットガルトから獲得した。伊藤は宇佐美貴史以来クラブ史上2人目の日本人選手となったが、プレシーズンマッチでの負傷によりシーズン前半戦を棒に振った。また、2024年の年次総会にて同年1月に亡くなった元選手であり、元会長のフランツ・ベッケンバウアーに敬意を示すべく、背番号「5」を永久欠番にすることを発表した。監督経験の少ないコンパニの招聘には不安視する声も多かったが、ヴォルフスブルクとのブンデスリーガの開幕戦を白星で飾り、その後もキールに6点、ブレーメンに5点、新フォーマットとなったチャンピオンズリーグのリーグフェーズのディナモザクレブ戦ではチャンピオンズリーグの1試合の得点記録では最多となる9点を叩き込み、キミッヒがボランチでタクトをふるうハイラインの"超攻撃的スタイル"のバイエルンミュンヘンを再び復活させ、スタートダッシュに成功した。しかし、秋の前シーズン王者レヴァークーゼン戦では押し込みながらも勝ちきれず、ドロー。チャンピオンズリーグのアストンヴィラ戦では押し込みながらも被カウンターから失点し、コンパニ体勢初黒星を喫した。フランクフルト戦でも押し込みながらも被カウンターから3失点し、ドロー。チャンピオンズリーグのバルセロナ戦では1-4の惨敗を喫した。対強豪連戦で超ハイラインの弱点が露呈し、コンパニ監督はハイラインを調整し、その後は7試合連続無失点を記録した。選手時代にCBを務めていたこの若き青年監督によって、特に昨シーズン低調な出来に終わっていたウパメカノは“魔改造“され、今シーズンはチームのCBの柱となるまでに成長した。ポカールはベスト16で前回大会王者レヴァークーゼンと激突し、ノイアーが前半で退場になりながらも押し込んでゲームを優位に進めるも0-1で敗戦。リーグ戦では14節でマインツのイジェソンに2点を決められ、1-2で敗れ初黒星となった。冬には、ケルンからU-21ドイツ代表GKウルビッヒを獲得、マティス・テルをトッテナムに、フランス・クレツィヒをハイデンハイムに、アズヌをバジャドリーにそれぞれレンタル移籍で放出した。チャンピオンズリーグのリーグフェーズ第7節でフェイエノールトに0-3で敗れたことでリーグフェーズで3敗を喫したことが大きく響き、決勝トーナメントにはストレートインできず、セルティックとのプレーオフに回った。セルティックとのプレーオフでは苦戦を強いられるも、セカンドレグの後半アディショナルタイムに途中出場のデイヴィスが同点弾を決め、ファーストレグのとアグリゲートスコアで上回り、ラウンド16へコマを進めた。ラウンド16では前ブンデス王者レヴァークーゼンと激突。3-0,2-0と2試合合計5-0で完勝し、コンパニはシャビアロンソのレヴァークーゼンに初めて勝ったバイエルンの監督となり、チームとしても2022年以来勝てていなかった相手に苦手意識を克服できた。4月5日、ユース時代から含めて25年間バイエルンミュンヘンに所属してきたレジェンド、トーマスミュラーの今季限りでの退団が発表された。ミュラー退団発表直後に行われたイタリア王者インテルとのチャンピオンズリーグ準々決勝ではノイアー、ウパメカノ、伊藤、デイヴィス、ムシアラらを怪我で欠いたことも影響し、1-2,2-2で合計スコア3-4でベスト8で姿を消し、ホーム“ミュンヘン“での決勝には辿り着けなくなった。ムシアラ負傷後は今季新加入のオリーセが攻撃陣を引っ張る活躍を見せ、第32節ライプツィヒと3-3で引き分けた翌日、2位レヴァークーゼンがフライブルクに引き分けたため、2季ぶり34回目のブンデスリーガ優勝を飾った。リーグ戦ではハリーケインが得点王とMVP、新加入のオリーセがアシスト王に輝いた。

## タイトル

### 国内タイトル
- ブンデスリーガ：34回

1932, 1968-69, 1971-72, 1972-73, 1973-74, 1979-80, 1980-81, 1984-85, 1985-86, 1986-87, 1988-89, 1989-90, 1993-94, 1996-97, 1998-99, 1999-00, 2000-01, 2002-03, 2004-05, 2005-06, 2007-08, 2009-10, 2012-13, 2013-14, 2014-15, 2015-16, 2016-17, 2017-18, 2018-19, 2019-20, 2020-21, 2021-22, 2022-23, 2024-25
- DFBポカール：20回

1956-57, 1965-66, 1966-67, 1968-69, 1970-71, 1981-82, 1983-84, 1985-86, 1997-98, 1999-00, 2002-03, 2004-05, 2005-06, 2007-08, 2009-10, 2012-13, 2013-14, 2015-16, 2018-19, 2019-20
- DFLリーガポカール：6回

1997, 1998, 1999, 2000, 2004, 2007
- DFLスーパーカップ：11回

1983, 1987, 1990, 2010, 2012, 2016, 2017, 2018, 2020, 2021, 2022, 2025

### 国際タイトル

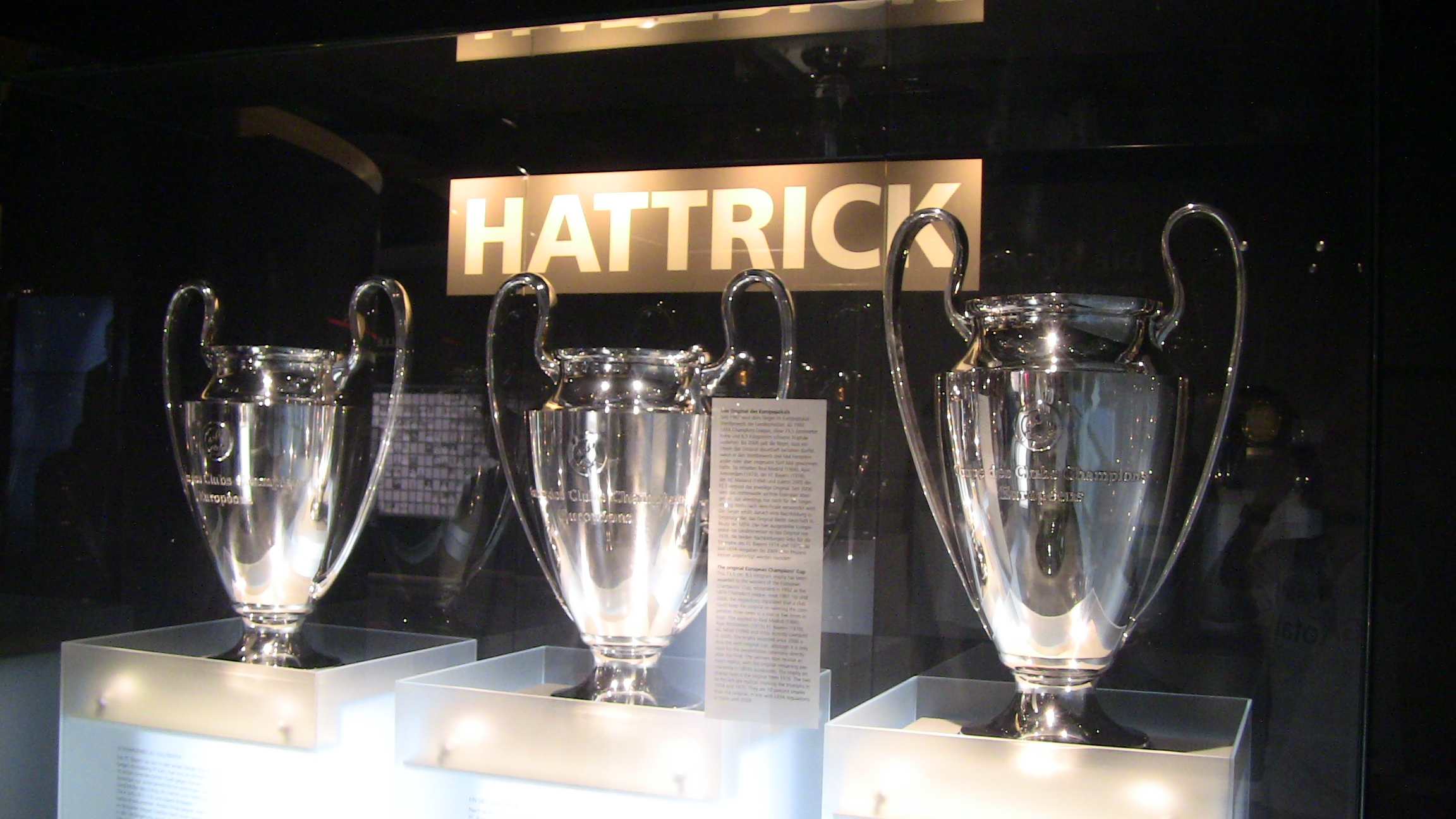
1973-74から1975-76にかけて3連覇を達成したチャンピオンズリーグのトロフィー（左端と中央はレプリカ、右端は実際のトロフィー）

- UEFAチャンピオンズカップ / UEFAチャンピオンズリーグ：6回

1973-74, 1974-75, 1975-76, 2000-01, 2012-13, 2019-20
- UEFAカップウィナーズカップ：1回

1966-67
- UEFAカップ：1回

1995-96
- UEFAスーパーカップ：2回

2013, 2020
- FIFAクラブワールドカップ：2回

2013, 2020
- インターコンチネンタルカップ / トヨタカップ：2回

1976, 2001

## 過去の成績
出典
| シーズン | ディビジョン   | ディビジョン | ディビジョン | ディビジョン | ディビジョン | ディビジョン | ディビジョン | ディビジョン | ディビジョン | DFBポカール  | 欧州カップ                 | 欧州カップ | 最多得点者                   | 得点数 |
| シーズン | リーグ         | 試           | 勝           | 分           | 敗           | 得           | 失           | 点           | 順位         | DFBポカール  | 欧州カップ                 | 欧州カップ | 最多得点者                   | 得点数 |
| -------- | -------------- | ------------ | ------------ | ------------ | ------------ | ------------ | ------------ | ------------ | ------------ | ------------ | -------------------------- | ---------- | ---------------------------- | ------ |
| 1965-66  | ブンデスリーガ | 34           | 20           | 7            | 7            | 71           | 38           | 47           | 3位          | 優勝         |                            |            | ゲルト・ミュラー             | 15     |
| 1966-67  | ブンデスリーガ | 34           | 16           | 5            | 13           | 62           | 47           | 37           | 6位          | 優勝         | UEFAカップウィナーズカップ | 優勝       | ゲルト・ミュラー             | 28     |
| 1967-68  | ブンデスリーガ | 34           | 16           | 6            | 12           | 68           | 58           | 38           | 5位          | 準決勝敗退   | UEFAカップウィナーズカップ | ベスト4    | ゲルト・ミュラー             | 20     |
| 1968-69  | ブンデスリーガ | 34           | 18           | 10           | 6            | 61           | 31           | 46           | 1位          | 優勝         |                            |            | ゲルト・ミュラー             | 30     |
| 1969-70  | ブンデスリーガ | 34           | 21           | 5            | 8            | 88           | 37           | 47           | 2位          | 準々決勝敗退 | UEFAチャンピオンズカップ   | 1回戦敗退  | ゲルト・ミュラー             | 38     |
| 1970-71  | ブンデスリーガ | 34           | 19           | 10           | 5            | 74           | 36           | 48           | 2位          | 優勝         |                            |            | ゲルト・ミュラー             | 22     |
| 1971-72  | ブンデスリーガ | 34           | 24           | 7            | 3            | 101          | 38           | 55           | 1位          | 準々決勝敗退 | UEFAカップウィナーズカップ | ベスト4    | ゲルト・ミュラー             | 40     |
| 1972-73  | ブンデスリーガ | 34           | 25           | 4            | 5            | 93           | 29           | 54           | 1位          | 準々決勝敗退 | UEFAチャンピオンズカップ   | ベスト8    | ゲルト・ミュラー             | 36     |
| 1973-74  | ブンデスリーガ | 34           | 20           | 9            | 5            | 95           | 53           | 49           | 1位          | 準決勝敗退   | UEFAチャンピオンズカップ   | 優勝       | ゲルト・ミュラー             | 30     |
| 1974-75  | ブンデスリーガ | 34           | 14           | 6            | 14           | 57           | 63           | 34           | 10位         | 3回戦敗退    | UEFAチャンピオンズカップ   | 優勝       | ゲルト・ミュラー             | 23     |
| 1975-76  | ブンデスリーガ | 34           | 15           | 10           | 9            | 72           | 50           | 40           | 3位          | 準決勝敗退   | UEFAチャンピオンズカップ   | 優勝       | ゲルト・ミュラー             | 23     |
| 1976-77  | ブンデスリーガ | 34           | 14           | 9            | 11           | 74           | 65           | 37           | 7位          | 準々決勝敗退 | UEFAチャンピオンズカップ   | ベスト8    | ゲルト・ミュラー             | 28     |
| 1977-78  | ブンデスリーガ | 34           | 11           | 10           | 13           | 62           | 64           | 32           | 12位         | 3回戦敗退    | UEFAカップ                 | 3回戦敗退  | ゲルト・ミュラー             | 24     |
| 1978-79  | ブンデスリーガ | 34           | 16           | 8            | 10           | 69           | 46           | 40           | 4位          | 2回戦敗退    |                            |            | カール＝ハインツ・ルンメニゲ | 14     |
| 1979-80  | ブンデスリーガ | 34           | 22           | 6            | 6            | 84           | 33           | 50           | 1位          | 3回戦敗退    | UEFAカップ                 | ベスト4    | カール＝ハインツ・ルンメニゲ | 26     |
| 1980-81  | ブンデスリーガ | 34           | 22           | 9            | 3            | 89           | 41           | 53           | 1位          | 3回戦敗退    | UEFAチャンピオンズカップ   | ベスト4    | カール＝ハインツ・ルンメニゲ | 29     |
| 1981-82  | ブンデスリーガ | 34           | 20           | 3            | 11           | 77           | 56           | 43           | 3位          | 優勝         | UEFAチャンピオンズカップ   | 準優勝     | ディーター・ヘーネス         | 21     |
| 1982-83  | ブンデスリーガ | 34           | 17           | 10           | 7            | 74           | 33           | 44           | 4位          | 2回戦敗退    | UEFAカップウィナーズカップ | ベスト8    | カール＝ハインツ・ルンメニゲ | 20     |
| 1983-84  | ブンデスリーガ | 34           | 20           | 7            | 7            | 84           | 41           | 47           | 4位          | 優勝         | UEFAカップ                 | 3回戦敗退  | カール＝ハインツ・ルンメニゲ | 26     |
| 1984-85  | ブンデスリーガ | 34           | 21           | 8            | 5            | 79           | 38           | 50           | 1位          | 準優勝       | UEFAカップウィナーズカップ | ベスト4    | ローター・マテウス           | 16     |
| 1985-86  | ブンデスリーガ | 34           | 21           | 7            | 6            | 82           | 31           | 49           | 1位          | 優勝         | UEFAチャンピオンズカップ   | ベスト8    | ディーター・ヘーネス         | 15     |
| 1986-87  | ブンデスリーガ | 34           | 20           | 13           | 1            | 67           | 31           | 53           | 1位          | ベスト16     | UEFAチャンピオンズカップ   | 準優勝     | ローター・マテウス           | 14     |
| 1987-88  | ブンデスリーガ | 34           | 22           | 4            | 8            | 83           | 45           | 48           | 2位          | 準々決勝敗退 | UEFAチャンピオンズカップ   | ベスト8    | ローター・マテウス           | 17     |
| 1988-89  | ブンデスリーガ | 34           | 19           | 12           | 3            | 67           | 26           | 50           | 1位          | ベスト16     | UEFAカップ                 | ベスト4    | ローラント・ヴォールファルト | 17     |
| 1989-90  | ブンデスリーガ | 34           | 19           | 11           | 4            | 64           | 28           | 49           | 1位          | ベスト16     | UEFAチャンピオンズカップ   | ベスト4    | ローラント・ヴォールファルト | 13     |
| 1990-91  | ブンデスリーガ | 34           | 18           | 9            | 7            | 74           | 41           | 45           | 2位          | 1回戦敗退    | UEFAチャンピオンズカップ   | ベスト4    | ローラント・ヴォールファルト | 21     |
| 1991-92  | ブンデスリーガ | 38           | 13           | 10           | 15           | 59           | 61           | 36           | 10位         | 1回戦敗退    | UEFAカップ                 | 2回戦敗退  | ローラント・ヴォールファルト | 17     |
| 1992-93  | ブンデスリーガ | 34           | 18           | 11           | 5            | 74           | 45           | 47           | 2位          | 2回戦敗退    |                            |            | ブルーノ・ラッバディア       | 11     |
| 1993-94  | ブンデスリーガ | 34           | 17           | 10           | 7            | 68           | 37           | 44           | 1位          | ベスト16     | UEFAカップ                 | 2回戦敗退  | メーメット・ショル           | 11     |
| 1993-94  | ブンデスリーガ | 34           | 17           | 10           | 7            | 68           | 37           | 44           | 1位          | ベスト16     | UEFAカップ                 | 2回戦敗退  | アドルフォ・バレンシア       | 11     |
| 1994-95  | ブンデスリーガ | 34           | 15           | 13           | 6            | 55           | 41           | 43           | 6位          | 1回戦敗退    | UEFAチャンピオンズリーグ   | ベスト4    | クリスティアン・ツィーゲ     | 12     |
| 1995-96  | ブンデスリーガ | 34           | 19           | 5            | 10           | 66           | 46           | 62           | 2位          | 2回戦敗退    | UEFAカップ                 | 優勝       | ユルゲン・クリンスマン       | 16     |
| 1996-97  | ブンデスリーガ | 34           | 20           | 11           | 3            | 68           | 34           | 71           | 1位          | 準々決勝敗退 | UEFAカップ                 | 1回戦敗退  | ユルゲン・クリンスマン       | 15     |
| 1997-98  | ブンデスリーガ | 34           | 19           | 9            | 6            | 69           | 37           | 66           | 2位          | 優勝         | UEFAチャンピオンズリーグ   | ベスト8    | カルステン・ヤンカー         | 13     |
| 1998-99  | ブンデスリーガ | 34           | 24           | 6            | 4            | 76           | 28           | 78           | 1位          | 準優勝       | UEFAチャンピオンズリーグ   | 準優勝     | ジオバニ・エウベル           | 13     |
| 1998-99  | ブンデスリーガ | 34           | 24           | 6            | 4            | 76           | 28           | 78           | 1位          | 準優勝       | UEFAチャンピオンズリーグ   | 準優勝     | カルステン・ヤンカー         | 13     |
| 1999-00  | ブンデスリーガ | 34           | 22           | 7            | 5            | 73           | 28           | 73           | 1位          | 優勝         | UEFAチャンピオンズリーグ   | ベスト4    | ジオバニ・エウベル           | 14     |
| 2000-01  | ブンデスリーガ | 34           | 19           | 6            | 9            | 62           | 37           | 63           | 1位          | 2回戦敗退    | UEFAチャンピオンズリーグ   | 優勝       | ジオバニ・エウベル           | 15     |
| 2001-02  | ブンデスリーガ | 34           | 20           | 8            | 6            | 62           | 25           | 68           | 3位          | 準決勝敗退   | UEFAチャンピオンズリーグ   | ベスト8    | ジオバニ・エウベル           | 17     |
| 2002-03  | ブンデスリーガ | 34           | 23           | 6            | 5            | 70           | 25           | 75           | 1位          | 優勝         | UEFAチャンピオンズリーグ   | 1次GL敗退  | ジオバニ・エウベル           | 21     |
| 2003-04  | ブンデスリーガ | 34           | 20           | 8            | 6            | 70           | 39           | 68           | 2位          | 準々決勝敗退 | UEFAチャンピオンズリーグ   | ベスト16   | ロイ・マカーイ               | 23     |
| 2004-05  | ブンデスリーガ | 34           | 24           | 5            | 5            | 75           | 33           | 77           | 1位          | 優勝         | UEFAチャンピオンズリーグ   | ベスト8    | ロイ・マカーイ               | 22     |
| 2005-06  | ブンデスリーガ | 34           | 22           | 9            | 3            | 67           | 32           | 75           | 1位          | 優勝         | UEFAチャンピオンズリーグ   | ベスト16   | ロイ・マカーイ               | 17     |
| 2006-07  | ブンデスリーガ | 34           | 18           | 6            | 10           | 55           | 40           | 60           | 4位          | ベスト16     | UEFAチャンピオンズリーグ   | ベスト8    | ロイ・マカーイ               | 16     |
| 2007-08  | ブンデスリーガ | 34           | 22           | 10           | 2            | 68           | 21           | 76           | 1位          | 優勝         | UEFAカップ                 | ベスト4    | ルカ・トーニ                 | 24     |
| 2008-09  | ブンデスリーガ | 34           | 20           | 7            | 7            | 71           | 42           | 67           | 2位          | 準々決勝敗退 | UEFAチャンピオンズリーグ   | ベスト8    | ルカ・トーニ                 | 14     |
| 2009-10  | ブンデスリーガ | 34           | 20           | 10           | 4            | 72           | 31           | 70           | 1位          | 優勝         | UEFAチャンピオンズリーグ   | 準優勝     | アリエン・ロッベン           | 16     |
| 2010-11  | ブンデスリーガ | 34           | 19           | 8            | 7            | 81           | 40           | 65           | 3位          | 準決勝敗退   | UEFAチャンピオンズリーグ   | ベスト16   | マリオ・ゴメス               | 28     |
| 2011-12  | ブンデスリーガ | 34           | 23           | 4            | 7            | 77           | 22           | 73           | 2位          | 準優勝       | UEFAチャンピオンズリーグ   | 準優勝     | マリオ・ゴメス               | 26     |
| 2012-13  | ブンデスリーガ | 34           | 29           | 4            | 1            | 98           | 18           | 91           | 1位          | 優勝         | UEFAチャンピオンズリーグ   | 優勝       | マリオ・マンジュキッチ       | 15     |
| 2013-14  | ブンデスリーガ | 34           | 29           | 3            | 2            | 94           | 23           | 90           | 1位          | 優勝         | UEFAチャンピオンズリーグ   | ベスト4    | マリオ・マンジュキッチ       | 18     |
| 2014-15  | ブンデスリーガ | 34           | 25           | 4            | 5            | 80           | 18           | 79           | 1位          | 準決勝敗退   | UEFAチャンピオンズリーグ   | ベスト4    | ロベルト・レヴァンドフスキ   | 17     |
| 2015-16  | ブンデスリーガ | 34           | 28           | 4            | 2            | 80           | 17           | 88           | 1位          | 優勝         | UEFAチャンピオンズリーグ   | ベスト4    | ロベルト・レヴァンドフスキ   | 30     |
| 2016-17  | ブンデスリーガ | 34           | 25           | 7            | 2            | 89           | 22           | 82           | 1位          | 準々決勝敗退 | UEFAチャンピオンズリーグ   | ベスト8    | ロベルト・レヴァンドフスキ   | 30     |
| 2017-18  | ブンデスリーガ | 34           | 27           | 3            | 4            | 92           | 28           | 84           | 1位          | 準優勝       | UEFAチャンピオンズリーグ   | ベスト4    | ロベルト・レヴァンドフスキ   | 29     |
| 2018-19  | ブンデスリーガ | 34           | 24           | 6            | 4            | 88           | 32           | 78           | 1位          | 優勝         | UEFAチャンピオンズリーグ   | ベスト16   | ロベルト・レヴァンドフスキ   | 22     |
| 2019-20  | ブンデスリーガ | 34           | 26           | 4            | 4            | 100          | 32           | 82           | 1位          | 優勝         | UEFAチャンピオンズリーグ   | 優勝       | ロベルト・レヴァンドフスキ   | 34     |
| 2020-21  | ブンデスリーガ | 34           | 24           | 6            | 4            | 99           | 44           | 78           | 1位          | 2回戦敗退    | UEFAチャンピオンズリーグ   | ベスト8    | ロベルト・レヴァンドフスキ   | 41     |
| 2021-22  | ブンデスリーガ | 34           | 24           | 5            | 5            | 97           | 37           | 77           | 1位          | 2回戦敗退    | UEFAチャンピオンズリーグ   | ベスト8    | ロベルト・レヴァンドフスキ   | 35     |
| 2022-23  | ブンデスリーガ | 34           | 21           | 8            | 5            | 92           | 38           | 71           | 1位          | 準々決勝敗退 | UEFAチャンピオンズリーグ   | ベスト8    | セルジュ・ニャブリ           | 14     |
| 2023-24  | ブンデスリーガ | 34           | 23           | 3            | 8            | 94           | 45           | 72           | 3位          | 2回戦敗退    | UEFAチャンピオンズリーグ   | ベスト4    | ハリー・ケイン               | 36     |

## 現所属メンバー
ドイツ・ブンデスリーガ2023-2024 フォーメーション（4-2-3-1）
2025年8月16日現在
注：選手の国籍表記はFIFAの定めた代表資格ルールに基づく。
| No. | Pos. |              | 選手名                   |
| --- | ---- | ------------ | ------------------------ |
| 1   | GK   | ドイツ       | マヌエル・ノイアー       |
| 2   | DF   | フランス     | ダヨ・ウパメカノ ()      |
| 3   | DF   | 大韓民国     | キム・ミンジェ ★         |
| 4   | DF   | ドイツ       | ヨナタン・ター ()        |
| 6   | MF   | ドイツ       | ヨシュア・キミッヒ       |
| 7   | FW   | ドイツ       | セルジュ・ニャブリ ()    |
| 8   | MF   | ドイツ       | レオン・ゴレツカ         |
| 9   | FW   | イングランド | ハリー・ケイン           |
| 10  | MF   | ドイツ       | ジャマル・ムシアラ () () |
| 14  | FW   | コロンビア   | ルイス・ディアス ★       |
| 17  | FW   | フランス     | ミカエル・オリーズ () () |
| 18  | GK   | イスラエル   | ダニエル・ペレツ ()      |

| No. | Pos. |              | 選手名                            |
| --- | ---- | ------------ | --------------------------------- |
| 19  | DF   | カナダ       | アルフォンソ・デイヴィス () ★     |
| 20  | MF   | ドイツ       | トム・ビショフ                    |
| 21  | DF   | 日本         | 伊藤洋輝 ★                        |
| 22  | DF   | ポルトガル   | ラファエル・ゲレイロ ()           |
| 23  | DF   | フランス     | サシャ・ブイ ()                   |
| 24  | MF   | クロアチア   | ガブリエル・ヴィドヴィッチ ()     |
| 26  | GK   | ドイツ       | スヴェン・ウルライヒ              |
| 27  | MF   | オーストリア | コンラート・ライマー              |
| 28  | DF   | ドイツ       | タレク・ブッフマン                |
| 40  | GK   | ドイツ       | ヨナス・ウルビヒ                  |
| 44  | DF   | クロアチア   | ヨシプ・スタニシッチ ()           |
| 45  | MF   | ドイツ       | アレクサンダル・パヴロヴィッチ () |

※括弧内の国旗はその他の保有国籍を、星印はEU圏外選手を示す。

### リザーブチーム
注：選手の国籍表記はFIFAの定めた代表資格ルールに基づく。
| No. | Pos. |        | 選手名              |
| --- | ---- | ------ | ------------------- |
| 34  | FW   | ドイツ | ルーカス・コパド () |

### レンタル移籍
in
注：選手の国籍表記はFIFAの定めた代表資格ルールに基づく。
| No. | Pos. |  | 選手名 |
| --- | ---- |  | ------ |

| No. | Pos. |  | 選手名 |
| --- | ---- |  | ------ |

out
注：選手の国籍表記はFIFAの定めた代表資格ルールに基づく。
| No. | Pos. |        | 選手名                                          |
| --- | ---- | ------ | ----------------------------------------------- |
| --  | GK   | ドイツ | アレクサンダー・ニューベル (シュトゥットガルト) |
| --  | DF   | ドイツ | フランス・クレツィヒ (ハイデンハイム)           |
| --  | MF   | ドイツ | アリヨン・イブラヒモビッチ (ラツィオ) ()        |

| No. | Pos. |            | 選手名                                          |
| --- | ---- | ---------- | ----------------------------------------------- |
| --  | FW   | ドイツ     | パウル・ヴァナー (ハイデンハイム)               |
| --  | FW   | スペイン   | ブライアン・サラゴサ (オサスナ)                 |
| 16  | MF   | ポルトガル | ジョアン・パリーニャ (トッテナム・ホットスパー) |

### 永久欠番
注：選手の国籍表記はFIFAの定めた代表資格ルールに基づく。
| No. | Pos. |        | 選手名                     |
| --- | ---- | ------ | -------------------------- |
| 5   | DF   | ドイツ | フランツ・ベッケンバウアー |

### スタッフ
| 役職               | 氏名                       |
| ------------------ | -------------------------- |
| 監督               | ヴァンサン・コンパニ       |
| アシスタントコーチ | アーロン・ダンクス         |
| アシスタントコーチ | レネ・マリッチ             |
| アシスタントコーチ | フロリバート・エンガルーラ |
| GKコーチ           | ミヒャエル・レヒナー       |

## その他の部門

### FCバイエルンII
リザーブチームは、有望な若手選手がトップチームに昇格する前の最終段階として主に機能している。バイエルンIIのコーチはエリック・テン・ハフ、アシスタントコーチはゲルト・ミュラーとライナー・ウルリッヒである。1978年からはオーバーリーガ、1994年のレギオナルリーガの発足からはレギオナルリーガ・ズュート（南）に所属していた。2007-08シーズンに新設された3. リーガへの参加資格を得たが、2011年にレギオナルリーガに降格した。これによって1973年以来続いていたプロサッカークラブのセカンドチームが所属できる最高位のリーグへの連続所属記録が途切れた。

### ジュニアサッカー
FCバイエルン・ミュンヘンのジュニアチームは、オーウェン・ハーグリーヴス、トーマス・ヒッツルスペルガー、フィリップ・ラーム、トーマス・ミュラー、バスティアン・シュヴァインシュタイガーを含む欧州の一流サッカー選手を輩出してきた。ジュニア部門は1902年に設立され、ヴェルナー・カーンおよびビョルン・アンデルソンによって運営されている。11チーム、170名を越える選手からなり、最年少は10歳以下である。

### 女子サッカー
女子サッカー部門の監督はトーマス・ヴェルレが務めており、数名のドイツユース代表の選手がいる。2008-09シーズンは女子ブンデスリーガで2位につけた。女子サッカー部門は1970年に設立され、4チーム90名の選手からなる。優勝は1回（1976年）。
- 女子ブンデスリーガ
  - 1976年、2014-15、2015-16

### その他のスポーツ

#### バスケットボール
1946年設立で、19チームに280名の選手が在籍する。
- ドイツチャンピオン
  - 1954, 1955
- ドイツカップ
  - 1968

#### ボウリング
1984年設立。4チーム、46選手。

#### チェス
1908年設立。8チーム、97選手。
- ヨーロピアン・クラブ・カップ
  - 1992
- ドイツチャンピオン
  - 1983, 1985, 1986, 1989, 1990, 1991, 1992, 1993, 1995
- ドイツ早指しチェスチャンピオン
  - 1984, 1985, 1987, 1988, 1989, 1990, 1991, 1992, 1993, 1994, 1995（最多記録）

#### 体操
1974年設立。1チーム、35選手。
- ドイツチャンピオン
  - 1983, 1986, 1987, 1988

#### ハンドボール
1945年設立。10チーム、3000選手。

#### 卓球
1946年設立。12チーム、160選手。

#### 審判員
1919年設立。115名。

#### シニアサッカー
2001年設立。5チーム、135選手。

## IT活用の取り組み
2014年、FCバイエルン・ミュンヘンはドイツのソフトウェア大手SAP社と提携し、ITを活用したチームのパフォーマンス向上に向けた取り組みを始めた。FCバイエルン・ミュンヘンでは、SAPの持つビッグデータ処理技術「HANA」を採用した「SPORTS ONE」とよばれるリアルタイム分析技術を利用し、選手一人一人の動きやパフォーマンスを分析して、人材強化を図っている。 同様の取り組みは2014年ワールドカップのドイツ代表チームにも活用されており、同チームの優勝にも貢献したことから注目を集めている。